# Уразова, Гузель Аскаровна
Гузе́ль Аска́ровна Ура́зова (тат. Гүзәл Әскәр кызы Уразова; род. 8 января 1982, Барда, Пермская область, РСФСР, СССР) — артистка татарской эстрады. Заслуженная артистка Республики Татарстан (2009), народная артистка Республики Татарстан (2019), заслуженная артистка Республики Башкортостан (2019), многократная обладательница премии «Алтын барс» («Татар җыры») .

## Биография
Гузель Уразова родилась 8 января 1982 года в селе Барда Пермской области. По национальности татарка.
Мать — Фира Зарифовна, отец — Аскар Марселович, сестра Гульназ и брат Раушан.
Параллельно с учёбой в Бардымской гимназии № 1 Гузель получила дополнительное образование в детской музыкальной школе по классу фортепиано. Также писала небольшие статьи о спорте, культуре и школьной жизни в местную районную газету «Таң - Рассвет». Увлекалась теннисом, дважды стала чемпионкой района по этому виду спорта.
С Гузель Уразовой занималась преподаватель пения Гузель Газизовна. Первым успехом Уразовой Гузели стала победа в конкурсе «Звездочки Башкортостана» в Уфе. В дальнейшем молодая певица участвовала в других конкурсах районного и областного масштабов.
Состоявшись как певица, Гузель Уразова начала творческое сотрудничество с известным композитором Саубаном Чуганаевым (автор хитов как «Яран гөл», «Балан», «Болытлар ага инде», «Ах, җаныем, Бибисара» и др.), который делал аранжировки для Гузели. А она пела на большой сцене в группе известного композитора.
После окончания школы-гимназии в 1999 г. Уразова отправилась в Казань. Там она поступила в Казанскую государственную Академию культуры и искусств и начала учиться на вокальном отделении КГАКИ. Её преподавателем вокала был народный артист Татарстана Файзрахманов Айдар Фатхрахманович.
Через год Гузель поступила в Московский государственный университет экономики, статистики и информатики. Окончив его, поступила в институт подготовки кадров при Президенте РТ на отделение «государственное и муниципальное управление».
Живёт в Казани.

## Творчество
В своём творчестве Гузель Уразова обращается как к произведениям современных молодых композиторов, так и к произведениям классиков: Салих Сайдашев «Ария Гульюзум» из оперы «Наёмщик», Рустам Яхин «Китмә, сандугач» на слова Гульшат Зайнашевой, Сара Садыкова «Сусау» на слова Сибгата Хакима, Назип Жиганов «Зарыгу» на слова Мусы Джалиля, Луиза Батыр-Булгари «Ниләр җитмидер күңелгә» на слова Шамсии Жигангировой, Айдар Файзрахманов «Әллә күрешәбез, әллә юк» на слова Ильдара Юзеева и многие другие.
Гузель Уразова сотрудничает с такими композиторами, как Оскар Усманов, Фирзар Муртазин, Габдразак Мингалиев, Линур Зайнуллин, Мударис Газетдинов, Ильгиз Закиров, Рамиль Асхадуллин, Альфред Якшимбетов, Зуфар Хайретдинов и др.
Благодаря умению прочувствовать татарскую мелодичность и виртуозной вокальной технике, Гузель успешно решает поставленные перед собой творческие задачи. Она стала многократной победительницей и обладательницей премий «Алтын Барс». На ежегодных международных фестивалях «Татар җыры» она выступала со следующими песнями-лауреатами:
- 2002 — «Нигә болай ашкынасың йөрәк?» (муз. Оскара Усманова, сл. Гульшат Зайнашевой)
- 2003 — «Тимәсен тик күзләрем» (муз. Оскара Усманова, сл. Гульсарвар)
- 2004 — «Мәхәббәт теләгез» (муз. Габдразака Мингалиева, сл. Вазыйха Фатыхова)
- 2006 — в номинации «Лучшая певица года» с песней «Гашыйк итеп сакла син» (муз. Оскара Усманова, сл. Лейлы Давлетовой)
- 2007 — в номинации «Песня года» — «Синсез үтте гомерем» (муз. Габдразака Мингалиева, сл. Рушании Арслановой)
- 2008 — в номинации «Песня года» — «Язмыш йомгак сүтә» (муз. Рамиля Асхадуллина).

Гузель Уразова побывала практически во всех регионах России со своими сольными концертами. Также были гастрольные поездки в Турцию, Казахстан и другие страны. За концертный сезон Гузель Уразова даёт до 160—170 концертов.
1 февраля 2019 года заслуженная артистка Республики Татарстан Гузель Уразова получила благодарность министра культуры РФ и Президента РТ за большой вклад в развитие культуры и многолетнюю плодотворную работу.
23 марта 2019 года на Музыкальной премии телеканала «TMTV» с мужем Ильдаром Хакимовым стали обладателями премии в номинации «Самый лучший театр песни».
30 марта 2019 года прошёл юбилейный концерт творческой деятельности в Государственном Кремлёвском Дворце с участием звезд российской и татаро-башкирской эстрады.

## Дискография
- Минем серем (2002 год)
- Тик син диеп (2005 год)
- Remixes (2007 год)
- Best (2008 год)
- Иң матур җырлар (2008 год)
- Мәхәббәт рейсы (2008 год)
- Яратып карасаң (2009 год)
- Бәхетле итә алдың… (2010 год)
- Килче-килче (2016 год)
- Ромашкалар (2016 год)
- 30 Дуэт (2024 год)

## Семья
- муж Ильдар Хакимов — также музыкант и певец, составляет с женой творческий дуэт, делает с ней совместные песни и видеоклипы
  - дети: Эллари, Камилла, Самир и Ариана — также периодически появляются в клипах родителей

## Награды
- Заслуженная артистка Республики Татарстан (2009).
- Народная артистка Республики Татарстан (2019)[5].
- Заслуженная артистка Республики Башкортостан (2019).
- Лауреат премий «Болгар радиосы», «Золотой барс» международного фестиваля «Татар җыры» и татарского музыкального телеканала «ТМТV».